# Trans-Am Series
Trans-Am Series är ett amerikanskt mästerskap för GT-bilar.

## Historia
Trans-Am startades 1966 under namnet Trans-American Sedan Championship. De första åren tävlade man i två klasser: under respektive över två liter slagvolym. I den mindre klassen kördes europeiska bilar medan de inhemska tillverkarna tävlade mot varandra i den större klassen med sina pony cars. Dessa muskelbilar tävlar fortfarande i Historic Trans-Am.
Efter 1972 kom serien att dominerats av sportbilar och under slutet av 1970-talet fanns även en egen klass för Grupp 4- och Grupp 5-bilar. 1980 infördes ett handikappsystem baserat på motorstorlek och vikt.
Intresset för Trans-Am minskade successivt och 2006 lades serien ned. Efter två års uppehåll startades den på nytt 2009.

## Säsonger

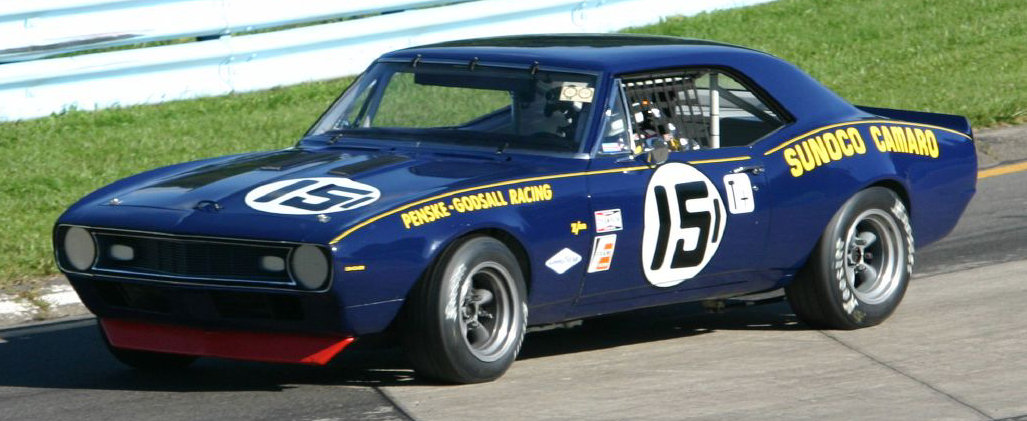
Penske Racings Chevrolet Camaro från säsongen 1968.

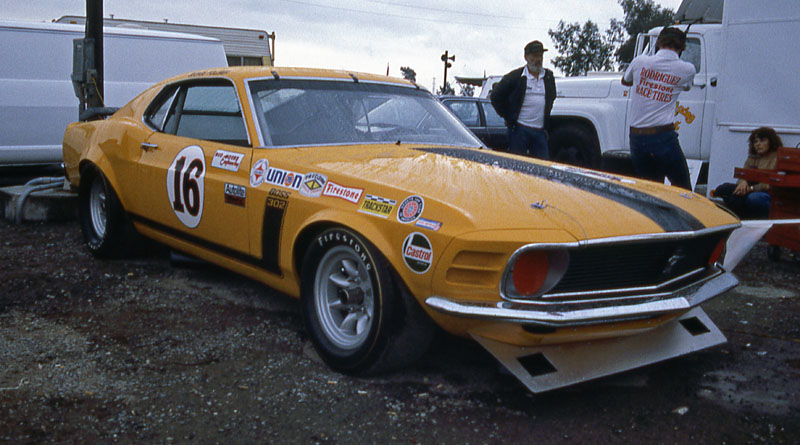
George Follmers Ford Mustang från säsongen 1970.

| År        | Tillverkare                                       | Förare                      | Bil                     | Team                      |
| --------- | ------------------------------------------------- | --------------------------- | ----------------------- | ------------------------- |
| 1966      | Ford (>2 liter ) Alfa Romeo (<2 liter)            | Horst Kwech* Gaston Andrey* | Alfa Romeo Giulia GTA   | Bill Knauz                |
| 1967      | Ford (>2 liter ) Porsche (<2 liter)               | Jerry Titus*                | Ford Mustang            | Shelby-American           |
| 1968      | Chevrolet (>2 liter ) Porsche (<2 liter)          | Mark Donohue*               | Chevrolet Camaro        | Penske Racing             |
| 1969      | Chevrolet (>2 liter ) Porsche (<2 liter)          | Mark Donohue*               | Chevrolet Camaro        | Penske Racing             |
| 1970      | Ford (>2 liter ) Alfa Romeo (<2 liter)            | Parnelli Jones*             | Ford Mustang            | Bud Moore Engineering     |
| 1971      | American Motors (>2,5 liter ) Datsun (<2,5 liter) | Mark Donohue*               | AMC Javelin             | Penske Racing             |
| 1972      | American Motors (>2,5 liter ) Datsun (<2,5 liter) | George Follmer              | AMC Javelin             | Roy Woods Racing          |
| 1973      | Chevrolet                                         | Peter H. Gregg              | Porsche 911 Carrera RSR | Brumos Porsche            |
| 1974      | Porsche                                           | Peter H. Gregg              | Porsche 911 Carrera RSR | Brumos Porsche            |
| 1975      | Chevrolet                                         | John Greenwood              | Chevrolet Corvette      | John Greenwood Racing     |
| 1976      | American Motors (Kat. 1)                          | Jocko Maggiacomo (Kat. 1)   | AMC Javelin             | Jocko's                   |
| 1976      | Porsche (Kat. 2)                                  | George Follmer (Kat. 2)     | Porsche 934             | Vasek Polak Racing        |
| 1977      | Porsche (Kat. 1)                                  | Bob Tullius (Kat. 1)        | Jaguar XJ-S             | Group 44                  |
| 1977      | Porsche (Kat. 2)                                  | Ludwig Heimrath (Kat. 2)    | Porsche 934             | Heimrath Racing           |
| 1978      | Jaguar (Kat. 1)                                   | Bob Tullius (Kat. 1)        | Jaguar XJ-S             | Group 44                  |
| 1978      | Chevrolet (Kat. 2)                                | Greg Pickett (Kat. 2)       | Chevrolet Corvette      | Pickett Racing            |
| 1979      | Chevrolet (Kat. 1)                                | Gene Bothello (Kat. 1)      | Chevrolet Corvette      | FEMSA/Kennedy             |
| 1979      | Porsche (Kat. 2)                                  | John Paul, Sr. (Kat. 2)     | Porsche 935             | John Paul, Sr.            |
| 1980      | Chevrolet                                         | John Bauer                  | Porsche 911             | Larry Green Racing        |
| 1981      | Chevrolet                                         | Eppie Wietzes               | Chevrolet Corvette      | Swiss Chalet              |
| 1982      | Pontiac                                           | Elliott Forbes-Robinson     | Pontiac Firebird        | Huffaker Engineering      |
| 1983      | Chevrolet                                         | David Hobbs                 | Chevrolet Camaro        | DeAtley Motorsports       |
| 1984      | Mercury                                           | Tom Gloy                    | Mercury Capri           | Lane Sports Racing        |
| 1985      | Mercury                                           | Wally Dallenbach, Jr.       | Mercury Capri           | Roush Fenway Racing       |
| 1986      | Mercury                                           | Wally Dallenbach, Jr.       | Merkur XR4Ti            | Selix/Protofab Racing     |
| 1987      | Mercury                                           | Scott Pruett                | Chevrolet Camaro        | Roush Fenway Racing       |
| 1988      | Audi                                              | Hurley Haywood              | Audi 200 Quattro Turbo  | Audi of America           |
| 1989      | Ford                                              | Dorsey Schroeder            | Ford Mustang            | Roush Fenway Racing       |
| 1990      | Chevrolet                                         | Tommy Kendall               | Chevrolet Beretta       | Spice Engineering         |
| 1991      | Chevrolet                                         | Scott Sharp                 | Chevrolet Camaro        | Jim Miller Racing         |
| 1992      | Chevrolet                                         | Jack Baldwin                | Chevrolet Camaro        | MTI                       |
| 1993      | Chevrolet                                         | Scott Sharp                 | Chevrolet Camaro        | American Equipment Racing |
| 1994      | Ford                                              | Scott Pruett                | Chevrolet Camaro        |                           |
| 1995      | Chevrolet                                         | Tommy Kendall               | Ford Mustang            | Roush Fenway Racing       |
| 1996      | Ford                                              | Tommy Kendall               | Ford Mustang            | Roush Fenway Racing       |
| 1997      | Ford                                              | Tommy Kendall               | Ford Mustang            | Roush Fenway Racing       |
| 1998      | Chevrolet                                         | Paul Gentilozzi             | Chevrolet Camaro        | Rocketsports Racing       |
| 1999      | Ford                                              | Paul Gentilozzi             | Ford Mustang            | Rocketsports Racing       |
| 2000      | De Tomaso                                         | Brian Simo                  | Qvale Mangusta          |                           |
| 2001      | Jaguar                                            | Paul Gentilozzi             | Jaguar XKR              | Rocketsports Racing       |
| 2002      | Ford                                              | Boris Said                  | Panoz Esperante         |                           |
| 2003      | Jaguar                                            | Scott Pruett                | Jaguar XKR              | Rocketsports Racing       |
| 2004      | Jaguar                                            | Paul Gentilozzi             | Jaguar XKR              | Rocketsports Racing       |
| 2005      | Jaguar                                            | Klaus Graf                  | Jaguar XKR              | Rocketsports Racing       |
| 2006**    | Jaguar                                            | Paul Gentilozzi             | Jaguar XKR              | Rocketsports Racing       |
| 2007-2008 | Serien inställd                                   | Serien inställd             | Serien inställd         | Serien inställd           |
| 2009      | Jaguar                                            | Tomy Drissi                 | Jaguar XKR              | Rocketsports Racing       |
| 2010      | Chevrolet                                         | Tony Ave                    | Chevrolet Corvette      | Lamers Racing             |
| 2011      | Chevrolet                                         | Tony Ave                    | Chevrolet Corvette      | Lamers Racing             |

* Förartiteln infördes först 1972.
** Inga mästerskapstitlar utdelade 2006.